# Ruggero Orlando
Ruggero Orlando (Verona, 5 luglio 1907 – Roma, 18 aprile 1994) è stato un giornalista e politico italiano.
È ricordato per il saluto con cui introduceva le proprie corrispondenze da inviato speciale della Rai:

## Biografia
Nacque primo dei tre figli di Luciano Orlando, matematico, titolare della cattedra di costruzioni aeronautiche alla Sapienza di Roma, caduto vittima di un cecchino austriaco il 25 agosto 1915, mentre si trovava al fronte come ufficiale del Genio zappatori, e Alba Santi.
Veronese di nascita, ma di origini siciliane (Caronia in provincia di Messina), fu uno dei più popolari giornalisti radiotelevisivi italiani. Laureato in matematica, iniziò la sua carriera a Londra come corrispondente dell'Eiar e anche della Gazzetta del Popolo e del Messaggero. All'entrata in guerra dell'Italia rifiutò di rientrare in patria e rimase in Inghilterra, dove, durante il periodo della seconda guerra mondiale, fu annunciatore dai microfoni di Radio Italia, meglio conosciuta come Radio Londra. Fu poi il primo corrispondente della Rai da New York, dove rimase dal 1954 al 1970: una tra le sue telecronache famose fu la diretta del black out avvenuto nel 1965 nella parte settentrionale degli Stati Uniti e nel Canada.
Per gli italiani fu la voce delle imprese spaziali americane, con numerose radiocronache e telecronache. In particolare viene ricordato come uno dei grandi protagonisti della storica notte in cui Neil Armstrong sbarcò sulla Luna, il 20 luglio 1969. Durante la diretta dell'allunaggio Orlando, che si trovava nel Centro spaziale della NASA a Houston, in Texas, ebbe un battibecco con Tito Stagno, che conduceva la trasmissione da Roma, perché non concordava con lui sull'istante preciso dell'allunaggio. Da analisi successive delle registrazioni è emerso che Tito Stagno annunciò l'allunaggio con 56 secondi di anticipo e Ruggero Orlando con circa 10 secondi di ritardo.

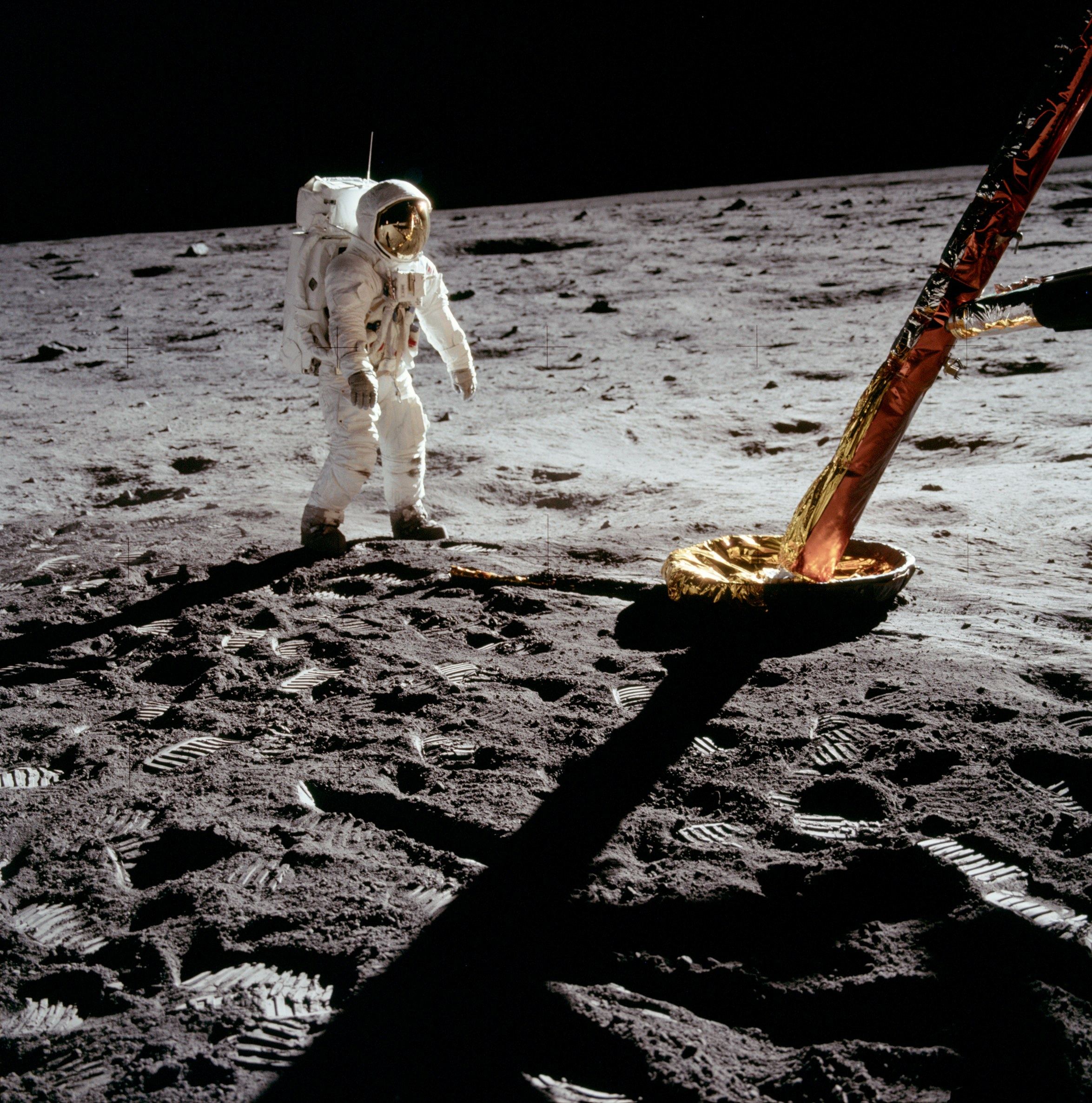
Le imprese spaziali del Programma Apollo, portate a compimento nei tardi anni sessanta furono oggetto di memorabili resoconti giornalistici inviati da Orlando dalla base aerospaziale di Houston (Texas)

Nel 1971 conseguì in Italia il premio Borselli quale miglior giornalista dell'anno. Fu anche direttore del settimanale ABC. Nel 1972 si dimise dalla Rai e fu eletto deputato per il PSI nella VI legislatura, nel collegio di Roma. Contrario alla riforma Rai, rientrò in televisione come commentatore per il neonato Tg2, diretto da Andrea Barbato. 
Un provvedimento sui raggiunti limiti di età lo estromise dal notiziario nel 1979, ma ricomparve sul piccolo schermo in qualità di conduttore. Dal 1981 al 1983 diresse il mensile di politica estera e militare Italia internazionale e dal 1986 al 1992 fu opinionista nel Videogiornale della televisione privata romana GBR e direttore responsabile dell'emittente nazionale Rete Mia.
Inoltre impersonò sé stesso in tre film: Il tigre (1967), Il pap'occhio (1980) e Caldo soffocante (1991).

## Libri
- Pisacane, Roma, 1935
- La Regina, Roma, 1952
- L'Inghilterra e un castello in aria, Milano, 1956
- Lindon Baines Johnson, Firenze, 1964
- Gli anni dell'aquila, Milano, 1968
- Libro d'ore con 3 cromogrammi di Getulio Alviani, Nuova Foglio editrice, Pollenza - Macerata, 1975
- Qui Nuova York, SugarCo, 1976
- New Jersey, Locarno, 1978
- L'orologio da polso: racconti del tempo fascista, Roma, 1978
- Ode alla California, Firenze, 1985
- Dieci sonetti, Roma, 1989
- Qui Ruggero Orlando: mezzo secolo di giornalismo, SugarCo, 1990
- Poesie vecchie e nuove, Pellicanolibri, 1991